# 教育路 (广州)
教育路是中國廣州市越秀區的一條南北走向的道路，位於吉祥路以南，惠福東路以北。全長522米，寬15米。

## 歷史

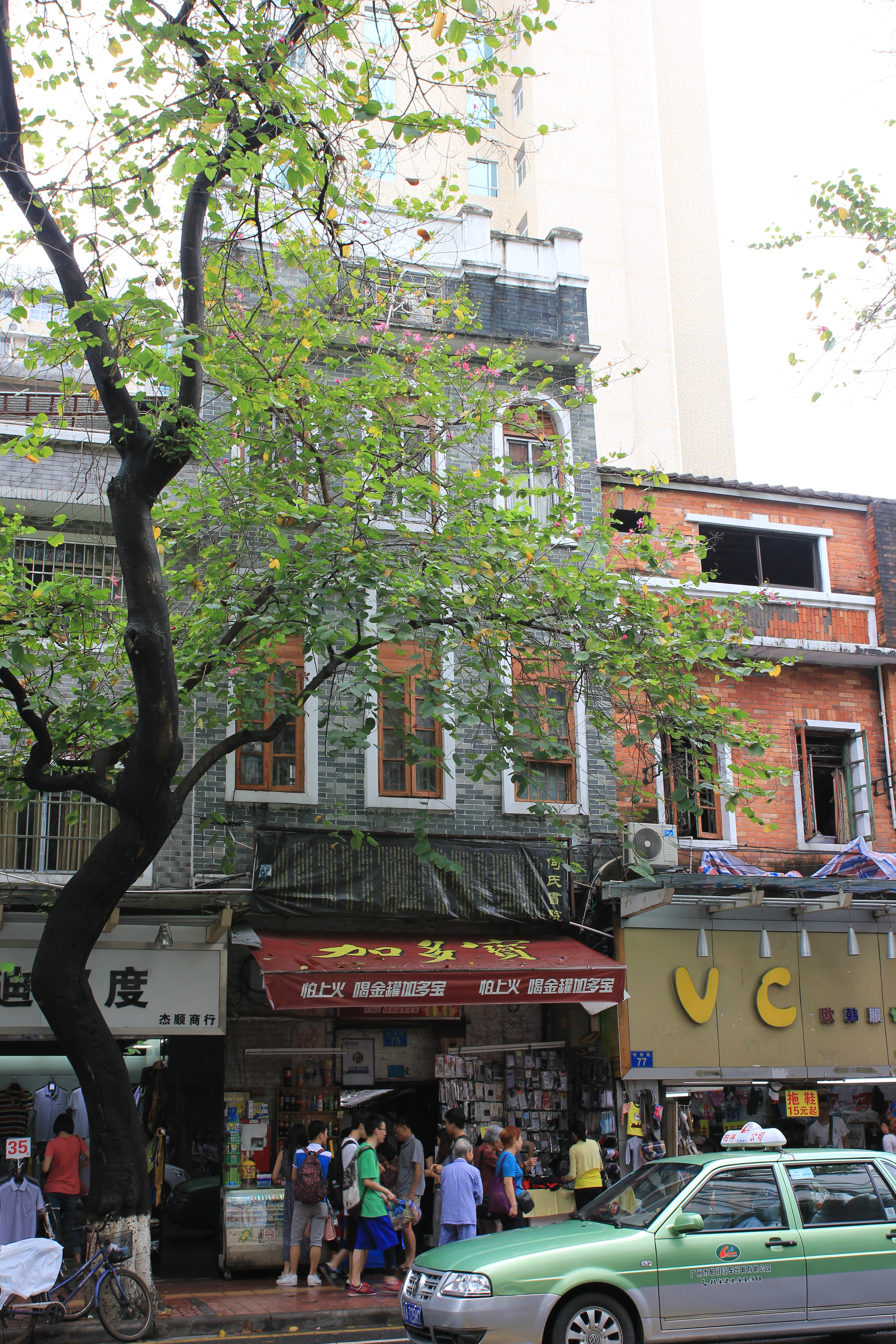
教育路何氏書院舊址，2014年被評為廣州市歷史建築

自明朝以来，教育路一帶一直是廣東最高級文教官署的所在地，有深厚的文化積澱。明代提學道署、清代學政署、民國時代的教育委員會及現今廣州市教育局，均在教育路藥洲一帶。
1932年，市政府擴建觀蓮街，並穿學署地入書坊街建成教育路。由於民國時學署為廣州教育會，故名教育路。文化大革命時期，曾被命名為“教育南路”，1982年復名教育路。

## 特色
教育路接近北京路步行街，全路段有較多專營西服、皮鞋、領帶商舖。
每年春節的西湖路花市，是由西湖路及教育路全程組成，亦是廣州市最出名，人流最旺的迎春花市。

## 附近设施
- 藥洲遺址
- 南方戲院
- 广州市教育局

## 與之交匯道路
道路顺序由北往南排列
- 中山五路
- 西湖路
- 惠福東路

## 公共交通
- 广州地铁1号线2号线 公園前站

均在鄰近路教育路位置設有出口。